# シュパールドルフ
シュパールドルフ (ドイツ語: Spardorf) は、ドイツ連邦共和国バイエルン州ミッテルフランケンのエアランゲン＝ヘーヒシュタット郡に属す町村（以下、本項では便宜上「町」と記述する）で、ウッテンロイト行政共同体を形成する。

## 地理

### 位置
エアランゲンの北東約5 kmの、シュヴァーバッハ川の渓谷、マーロフシュタインの台地の麓に位置しており、エアランゲン周辺地区への通勤者の住宅地となっている。

### 自治体の構成
この町は、公式にはシュパールドルフ集落単独で構成されている。

## 行政

### 議会
シュパールドルフの議会は、14人の議員と首長で構成される。

### 紋章
図柄：銀地と赤地に左右二分割。分割線上に黒と銀で左右を塗り分けた屋根瓦が描かれている。向かって左は、黒のDeichselkreuz（Y字型の十字架）。向かって右は、デザイン化された銀のユリをつけた銀色のシカの角。

## 経済と社会資本

### 地元企業
オーストリアのヴィーナーベルガー・コンツェルンの煉瓦工場が最大の雇用主であったが、2005年6月1日に閉鎖された。この他にはブリキ工場の「ジャクソン・ルフトテヒニーク」がある。

### メディア
- エアランゲン・ナハリヒテン（日刊紙）

### 交通
ニュルンベルク広域交通 (Verkehrsverbund Großraum Nürnberg, VGN) のバス路線208系統がエアランゲンとの区間を運行している。シュヴァーバッハタールのバスターミナルへは209系統のバスがある。かつてエアランゲン＝グレーフェンベルク地方鉄道 (Sekundärbahn Erlangen–Gräfenberg) の駅が町内にあったが、1963年にこの路線自体が廃止されてからは町内を通る鉄道は存在しない。

## 教育と文化
郡立のギムナジウム、エミル・フォン・ベーリング・ギムナジウムが町内にある。

## 余暇とスポーツ
VdSシュパールドルフという名前のスポーツクラブがあり、サッカー、テニス、バスケットボール、タントラ・ヨーガやその他のスポーツを楽しむことができる。

## 人物
- ヘルムート・ハーバーカム (1961 - ) 英文学者、ゲルマン学者、著述家
- テオドール・イックラー (1944 - ) エアランゲン・ニュルンベルク大学のドイツ学教授
- カトリン・ミュラー＝ホーエンシュタイン (1965 - ) TV・ラジオアナウンサー